# Коста Главинић
Константин Коста Главинић (Београд, 24. јануар 1858 — Београд, 25. септембар 1939) био је српски инжењер и политичар.

## Биографија
Рођен је у Београду као син Димитрија Главинића, трговца и народног посланика и Јелене рођене Рошу. Био је изданак једне напредне породице која је кроз неколико генерација играла видну улогу у животу српске престонице и српског народа. Деда Ђуро Савић Главинић је дошао у Београд почетком 19. века из Мостара, "као сироче без иког свог". Сви његови укућани, а радило се о богатој трговачкој кући, су умрли за време епидемије куге у Херцеговини. Од 1822. године уврстио се у списак београдских трговаца, биран више пута за општинског одборника, који је касније био претплатник готово свих српских листова. Отац Димитрије се 1862. године када је Београд бомбардован преселио у Шабац, где је 1866. године био председник општине. Изабрали су га Шапчани 1868. године за посланика на Великој народној скупштини Србије у Топчидеру. Познат је Мита по учешћу и говору на оснивачкој скупштини Југословенске академије у Загребу. Када су отишли у Шабац, кућа у Београду им је била срушена а трговачка радња опљачкана. Породица се вратила у Београд након осам година, али је домаћин умро већ следеће 1871. године. Деда по мајци био је такође веома богати београдски трговац, Цинцарин досељник са југа, Хаџи Димитрије Диша Рошу.
Коста је основну и средњу школу похађао у Шапцу, а завршио у Београду. Технички факултет завршио је у Београду, а Одсек за грађевинске инжењере на Високој техничкој школи у Берлину 1884. године. Студирао је неколико година у Немачкој као државни питомац. Исте године је радио у Железничком одељењу Министарства грађевине на гвозденим мостовима. Постављен је 1884. године за наставника на Техничком факултету београдске Велике школе. Године 1885. постаје доцент (суплент), а 1886 — 1903, професор је на Великој школи за предмет мостови и тунели. На Великој школи је био и декан и ректор.
У истом периоду 1886—1903. године он је градски одборник, а од 1903—1907, па опет 1910. године и 1918. председник Београдске општине. Активно је учествовао у раду градске Техничке комисије. За време његовог председниковања београдском општином довршени су водовод и изграђен план за канализацију, приступило се катастарском снимању Београда, отворено је неколико скверова и учињени још многи кораци на улепшавању главног града. Заједно са Миланом Капетановићем и Милорадом Терзибашићем лично је руководио - учествовао је у проширењу, нивелисању и уређивању Калемегдана.
У ратовима 1876—78, 1885. и 1912. године учествовао је као болничар, организатор и главни инспектор болница. Био је у зрелом добу кратко активан и у државној политици, као министар српске владе. У влади Пере Велимировића учествовао је као министар народне привреде у мандату 1908—09. године. Између 1911-1924. године деловао је као владин комесар при Српској народној банци, а после Првог светског рата наставио у Народној банци Краљевине СХС. На том поверљивом положају је пензионисан 1924. године.
Сарађивао је са више привредних друштава, као што су били "Српско пољопривредно друштво" (редован члан од 1890), "Српски пчелар", "Народно здравље", "Српско бродарско друштво". Са Михајлом Аврамовићем радио је на стварању Српских земљорадничких задруга и уложио је велике напоре да Србија почне да извози пољопривредне полуфабрикате. У ту сврху конструисао је нарочиту сушницу за сушење шљива која је названа његовим именом ("Главинићева"), била широко распрострњена (1914. године у Србији их је било 10.000), а на Светској изложби 1900. одржаној у Паризу одликован је бронзаном медаљом. Конструисао је и нарочиту хигијенску пећ за загревање домова. Одликован је Орденом Светог Саве 1. реда 1928. године.
Као стручњак био је председник Српског инжењерског друштва, а касније и први председник Југословенског инжењерског друштва. Сарађивао је у Српском техничком листу, Тежаку, Народном здрављу, Народним новинама и др. Објавио је низ стручних и популарнонаучних чланака и расправа из области технике, пољопривреде и задругарства, који су добрим делом касније сакупљени и штампани као брошуре.
За време Првог светског рата породица Главинић је 1914. године морала ићи у избеглиштво. Он је као комесар Народне банке пратио пресељење исте у Ниш. Окупатор га је заробио у Врњцима где се склонио и одатле је интерниран и то у Београд, у властиту кућу 29. јануара 1916. године. По повратку затекао је свој стан потпуно демолиран, без иједног прозорског окна и опљачкан. Нестало је вредно богатство стицано читав век: стилски намештај, покућство, библиотека, уметнички и породични предмети. Само је на тавану у једном углу остало нешто од старина. Те малобројне предмете поклонио је 1937. године остарели Коста Главинић граду Београду за Музеј града. Поред четири тањира и једне стаклене чаше, поклон је чинило и 19 старих књига (библиофилска вредна издања) и 10 цртежа Косте Главинића које је он нацртао, а то су ретко виђени призори старог Београда, којих више нема. Нарочито је леп призор београдске саборне цркве гледане са Калемегдана из 1873. године.
Умро је Коста Главинић у Београду 25. септембра 1939. године, где је и сахрањен. Био је ожењен 1885. године са Даринком Јефтић, јединицом угледног београдског трговца дуваном Томе Јефтића. Имали су супружници Главинићи троје деце: сина др Милана Главинића народног посланика и две кћерке. Данас његово име носи једна улица у београдском насељу Сењак.

## Дела
- Основе графичког рачуна и графичке-статике, Београд 1891:
- Теорија решеткастих носилаца, Београд 1896;
- Теорија притиска земље и сводова са прорачуном потпорних зидова, Београд 1913.